# Fernando Quesada Sanz
Fernando Quesada Sanz (Madrid, 1962) es un profesor, historiador, arqueólogo y escritor español. Es doctor en Prehistoria y Arqueología por la Universidad Autónoma de Madrid, profesor titular de esta universidad en el área de Arqueología desde 1992 y catedrático desde 2019. Desde 2012 es director del Departamento de Prehistoria y Arqueología y del Grupo de Investigación Polemos en dicha universidad.

## Carrera profesional
Fernando Quesada es experto en armas del mundo antiguo.

### Investigación
Sus principales áreas de investigación son:
- Análisis del armamento y las formas de conflicto bélico en el Mediterráneo antiguo.
- Dirección de diversos proyectos de investigación sobre aspectos de la cultura ibérica, fundamentalmente armamento antiguo y el papel económico y social de los équidos. Un ejemplo es su conferencia en el Museo Arqueológico Nacional (España).[3]
- Dirección de excavaciones en investigaciones de campo como en el poblado ibérico del Cerro de la Cruz (Almedinilla), el Cerro de la Merced (Cabra) o el Cerro de las Cabezas (Córdoba) , y otros trabajos integrados en el marco de un proyecto sobre la protohistoria de la Subbética cordobesa, aprobado por la Junta de Andalucía (1989-1992).[4]

### Medios de comunicación
- Director, junto con A. Soler, de la revista Gladius, órgano del Instituto Hoffmeyer del Consejo Superior de Investigaciones Científicas para el estudio de las armas antiguas.[5]
- Director de la revista científica Cuadernos de Prehistoria y Arqueología de la Universidad Autónoma de Madrid.[6]
- Miembro del Consejo de Redacción de Anales de Arqueología Cordobesa, de la Revista de Estudios Ibéricos, de Zephyrus, de Aquila Legionis.[4]
- Fundador del Boletín de la Asociación Española de Egiptología.

### Divulgador científico
- Articulista de La aventura de la Historia en la sección Armas, donde analiza armas de todas las épocas, excepto el armamento contemporáneo. Es quizá su aportación más conocida debido a la tirada de la publicación. Así mismo ha realizado artículos de mayor extensión como el de la batalla de Qadesh, la batalla de las Termópilas, la batalla de Esfacteria, la batalla de Hattin o la batalla de Rocroi.
- Fuera del ámbito académico Fernando Quesada también ha colaborado con organizaciones como Amnistía Internacional durante la campaña de Armas bajo control exponiendo la trayectoria del control de armas a lo largo de la Historia[7]

### Premios obtenidos
- Segundo Premio Nacional de Fin de Estudios (1985).
- Premio Extraordinario de Licenciatura en las especialidades de Prehistoria y Arqueología e Historia Antigua y Medieval.
- Premio Extraordinario de Doctorado en Prehistoria y Arqueología.
- Premio Hislibris 2010 al mejor ensayo histórico por 'Armas de la Antigua Iberia'
- Premio Vaccea 2012 de la Universidad de Valladolid a la Investigación y Divulgación Científicas.
- Mención especial en los Premios "Egabrense del Año 2015" al equipo de excavaciones en el Cerro de la Merced (Cabra, Córdoba), como Director del Proyecto de Investigación.

## Publicaciones
Fernando Quesada Sanz es autor de cientos de publicaciones, ya sean de investigación o divulgativas, entre las que destacan:
- D. Vaquerizo Gil, F. Quesada Sanz, J.F. Murillo Redondo, Protohistoria y Romanización en la Subbética Cordobesa. Una aproximación al desarrollo de la Cultura Ibérica en el Sur de la actual provincia de Córdoba, Junta de Andalucía y Universidad de Córdoba, Sevilla, 2001	ISBN 84-8266-203-1.
- C. Farnié Lobensteiner, F. Quesada Sanz, Espadas de hierro, grebas de bronce. Símbolos de poder e instrumentos de guerra a comienzos de la Edad del Hierro en la península ibérica, Monografías del Museo de Arte Ibérico de El Cigarralejo, Murcia, 2005, ISBN 84-606-3838-3.
- J. Baena, C. Blasco, F. Quesada (eds.), Los S.I.G. y el análisis espacial en Arqueología, Ediciones de la Universidad Autónoma de Madrid, col. Estudios, Madrid, 1997, ISBN 84-7477-630-9.
- F. Quesada Sanz, M. Zamora Merchán (eds.), El caballo en la antigua Iberia. Estudios sobre los équidos en la Edad del Hierro, Bibliotheca Archaeologica Hispana 19. Madrid, 2003, Real Academia de la Historia y Univ. Autónoma de Madrid, ISBN 84-95983-20-6
- P. Moret, F. Quesada Sanz (eds.), La guerra en el mundo ibérico y celtibérico (ss. VI-II a. C.), Collection de la Casa de Velázquez, 78, Madrid, 2002, ISBN 84-9555-29-8.
- "Máchaira, kopís, falcata" in Homenaje a Francisco Torrent, Madrid.
- “En torno al origen y procedencia de la falcata ibérica”. Archivo Español de Arqueología, 63, 1990.
- “Falcatas ibéricas con damasquinados en plata”. Homenaje a D. Emeterio Cuadrado, Verdolay, 2, 1990.
- "Arma y símbolo: la falcata ibérica". Instituto de Cultura Juan Gil-Albert, Alicante, 1992.
- “Notas sobre el armamento ibérico de Almedinilla”, Anales de Arqueología Cordobesa, 3, 1992.
- “Algo más que un tipo de espada: la falcata ibérica”. Catálogo de la Exposición: La guerra en la Antigüedad. Madrid, 1997.
- "El armamento ibérico. Estudio tipológico, geográfico, funcional, social y simbólico de las armas en la Cultura Ibérica (siglos VI-I a. C.)" 2 vols. Monographies Instrumentum, 3. Ed. Monique Mergoil, Montagnac, 1997
- “Armas para los muertos”. Los íberos, príncipes de Occidente Catálogo de la Exposición. Barcelona, 1998.
- “Armas de Grecia y Roma: forjaron la historia de la antigüedad clásica”, La Esfera de los Libros, Madrid, 2008, ISBN 84-9734-70-06
- “Última Ratio Regis”, Editorial Polifemo, Madrid, 2009, ISBN 9788496813236 Único libro en español, inglés y francés sobre control de armas en la Edad Antigua, Medieval y Moderna.